# 写真化学研究所
写真化学研究所（しゃしんかがくけんきゅうじょ）
- 株式會社冩眞化学研究所 1929年（昭和4年）に設立、現在の東宝の前身となった一社。本項で詳述する。
- 株式会社写真化学研究所 1951年（昭和26年）に設立、現在の「ソニーPCL」の前身であり、同項を参照。

いずれも「PCL」と略され、創立者も同一である。
株式會社冩眞化学研究所（しゃしんかがくけんきゅうじょ、英語表記：Photo Chemical Laboratory Co., Ltd.、略称：P.C.L.）は、かつて東京に存在した日本の映画会社である。第二次世界大戦前のサイレント映画全盛時代にあって、ポストプロダクションと先駆的トーキーシステムである「P.C.L.式トーキー」を用いた現場録音の請負から始まり、レンタル用のトーキースタジオを開設、さらに自社による映画製作に乗り出し、設立した子会社「ピー・シー・エル映画製作所」は多くの傑作を生んだ。東宝の前身の一社となったことで知られる。

## 略歴・概要

### 先駆的トーキーシステムの開発
1929年（昭和4年）、国際活映巣鴨撮影所撮影部および松竹蒲田撮影所現像部出身の増谷麟、植村甲午郎の実弟・植村泰二らが現像とトーキーの光学録音の機材の研究、実際の撮影現場での録音の請負を目的として、1932年（昭和7年）6月1日に東京府北多摩郡砧村（現在の東京都世田谷区成城）に設立したのが、この「写真化学研究所」である。
当時の日本の映画界はまだサイレント映画の全盛時代であり、マキノ・プロダクションの牧野省三がディスク式トーキーの研究を重ね、長男のマキノ正博を監督に同社のトーキー第1作『戻橋』を公開したのが同年であり、松竹蒲田が本格的トーキー第1作『マダムと女房』を製作・公開したのはその2年後の1931年（昭和6年）であり、当初は録音の請負受注もままならなかった。そこで1932年（昭和7年）10月25日、研究所内に2つのトーキーステージを持つレンタルスタジオ（現在の東宝スタジオの一部）を建設、トーキーの製作に意欲のある映画製作者を呼び込んだ。しかし、提携していた日活が契約を破棄し、スタジオを使用する予定がなくなってしまい、自社での映画製作に乗り出すこととなった。
翌1933年（昭和8年）、新興キネマを飛び出してインディペンデント・プロダクション「音画芸術研究所」を設立し、『河向ふの青春』を監督・プロデュースした映画監督の木村荘十二を引き込み、また森岩雄を招いて、同社は劇映画の自社製作を開始する。それが、活動弁士出身の徳川夢声を主演にした木村監督のミュージカル・コメディ『音楽喜劇ほろよひ人生』である。これが同社の第1作となり、東和商事映画部（のちの東宝東和）の配給で8月10日に公開された。第2作はおなじく木村監督の『純情の都』で、同作が11月23日公開されたのちの12月5日には、「録音・現像」を除く製作部門を子会社として分離、「株式会社ピー・シー・エル映画製作所」を設立、森は製作部長に就任、木村はこの新会社のメイン監督となってゆく。
「ピー・シー・エル映画製作所」はやがて自主配給を始め、冒頭の「P.C.L.ロゴ」とともに、
製作・配給　ピー・シー・エル映画製作所
録音・現像　冩眞化学研究所
とクレジットされることとなる。当時としてはハイカラな喜劇やオペレッタの映画が多く、P.C.L.は「ポーク・カツレツ・ラード揚げ」の略だと評された。
当時の同社の工作部長は、1915年（大正4年）に邦文タイプライター（和文タイプライター）を発明した杉本京太で、杉本は同社で、1936年（昭和11年）には「国産小型トーキー映写機」を完成した。杉本はこのころ、植村が社長を兼務する光学録音機械メーカー「日本光音工業」の取締役技師長にも就任している。また同年、早稲田大学を卒業した、のちのソニーの創業者井深大が入社し、植村に頼んで日本光音工業に移籍している。

### 合併して東宝へ
1937年（昭和12年）8月26日、同社とその子会社の「ピー・シー・エル映画製作所」、京都の大沢商会の設立したトーキー専門の映画スタジオである「ゼーオー・スタヂオ」、阪急資本が設立した映画配給会社「東宝映画配給」の4社が合併し、「東宝映画」を設立する。旧ゼーオー・スタヂオは「東宝映画京都撮影所」、旧ピー・シー・エル映画製作所および旧写真化学研究所が同東京撮影所となった。当初は京都が時代劇、東京が現代劇と分担されていたが、東京の施設を大幅に拡充、時代劇も製作できるようになり、「東宝映画京都撮影所」は1941年（昭和16年）に閉鎖された。また、1943年（昭和18年）、「東宝映画」は、おなじ阪急資本傘下の演劇と興行の企業「東京宝塚劇場」と合併し、現在の東宝となった。
戦後、1951年（昭和26年）3月16日、同社を設立した増谷麟と植村泰二とが、再度、同名の「株式会社写真化学研究所」を設立した。1970年（昭和45年）、かつての同社社員であった井深が築いたソニーの傘下に入り、商号を「ソニーピーシーエル株式会社」（ソニーPCL）と変更し、こちらも現在に至っている。

## 役員
- 代表取締役会長：山本留次(1936年10月まで）
- 代表取締役社長：植村泰二
- 取締役：阿南正茂、増谷麟、大橋武雄（8月）
- 監査役：植村金吾、加納与四郎（日本無線電信電話専務）、渋沢秀雄（8月）
- 相談役：植村澄三郎、相馬半治、小林一三（8月）

## 関連事項
- ピー・シー・エル映画製作所（森岩雄）
- ソニーPCL（増谷麟、植村泰二）
- 大沢商会：J.O.スタヂオ（大澤善夫）
- 東宝映画配給：東宝映画（小林一三）
- 東宝：東宝スタジオ
- 東和商事：東宝東和（川喜多長政）
- ソニー（井深大）

## 註
1. 1 2 3  東宝映像美術公式サイト内の「会社案内」の「沿革」の項の記述を参照。
2. 1 2 3 4 5 6  東宝特撮映画全史 1983, p. 82, 「東宝特撮映画作品史 前史」
3. ↑  “連載 神戸秘話 ⑭　科学技術で戦後の日本を再生した男　井深 大 | 神戸っ子”. kobecco.hpg.co.jp. 2023年12月19日閲覧。
4. ↑  “未来を見て明日を知る―井深 大　ソニーのモルモット精神”.   (株)日本設備工業新聞社. 2023年12月19日閲覧。
5. ↑  ソニーPCL公式サイト内の「会社沿革」の項の記述を参照。